# Hydrobiosis harpidiosa
Hydrobiosis harpidiosa är en nattsländeart som beskrevs av Mcfarlane 1951. Hydrobiosis harpidiosa ingår i släktet Hydrobiosis och familjen Hydrobiosidae. Inga underarter finns listade i Catalogue of Life.